# Zeitreise in die Katastrophe
Zeitreise in die Katastrophe (Originaltitel: Thrill Seekers bzw. The Time Shifters) ist ein US-amerikanischer Fernsehfilm aus dem Jahr 1999. Der Regisseur war Mario Azzopardi, das Drehbuch schrieben Kurt Inderbitzin und Gay Walch. In den Hauptrollen spielten Casper Van Dien und Catherine Bell. Der Film wurde in Deutschland am 16. Juni 2001 auf VHS veröffentlicht.

## Handlung
Der Journalist Tom Merrick soll einen Artikel über die großen Katastrophen des 20. Jahrhunderts schreiben. Bei den Recherchen merkt er, dass auf Fotos der Katastrophen aus unterschiedlichen Jahrzehnten derselbe Mann zu sehen ist. Diesem Mann begegnet er während eines Fluges und findet bei ihm eine Broschüre des Unternehmens Thrill Seekers, in der Zeitreisen zu diversen Katastrophen angeboten werden. Da auch dieser Flug auf der Liste steht, überwältigt Merrick die Besatzung und zwingt die Piloten, trotz ausgefallener Bordelektronik das Flugzeug weiter zu fliegen. Dadurch gelingt es den Piloten, einem anderen Flugzeug auszuweichen und somit einen Absturz zu verhindern.
Merrick wird vom FBI verhaftet, da angenommen wird, er habe das Flugzeug entführen wollen. Die FBI-Büros werden von zwei Killern aus der Zukunft gestürmt, die im Auftrag des Chefs des Zeitreise-Unternehmens die Einmischung in die Zeitabläufe verhindern sollen. Merrick kann fliehen, dabei wird er von der Archivistin Elizabeth Wintern unterstützt. Die beiden können die nächste Katastrophe verhindern, die in der U-Bahn stattfinden sollte, indem sie den Triebwagen mit dem an Herzinfarkt gestorbenen Fahrzeugführer abkoppeln. Zuvor können die Fahrgäste in die hinteren Waggons flüchten, nur der Zeitreisende bleibt im Triebwagen und stirbt.
Die Killer erfahren von ihrem Auftraggeber, dass sich der Zeitfluss so sehr verändert hat, dass eine nukleare Katastrophe unter anderem ihre Heimat zerstört hat, und sie nicht wieder zurück in ihre Zeit kommen können, wenn die nächste Katastrophe auch verhindert wird.
Die letzte und größte Katastrophe soll ein Feuer in einem überdachten Eishockeystadion sein, in dem Merricks Sohn ein Spiel besuchen will. Er wird von Merrick gewarnt, doch weder er noch Merricks Ex-Ehefrau glauben seinen Warnungen und besuchen das Spiel. Merrick will das Inferno unbedingt verhindern; die Killer sabotieren das Stadion aber, damit der Zeitfluss nicht zu sehr verändert wird, wobei auch Merricks Sohn ums Leben kommt. In der Folge ist Merrick so verzweifelt, dass er mit Hilfe der Zeitsteuerung, die er dem Katastrophentouristen in der U-Bahn abgenommen hat, noch einmal in die Zeit vor der Explosion des Stadions reist. Danach gelingt es ihm, die Menschen im Stadion frühzeitig zu warnen, sodass ein Großteil flüchten kann, darunter auch sein Sohn. Die Killer kommen hingegen ums Leben.
Am Ende erfährt der Zuschauer, dass trotz aller Pannen die Zeitreisen zu Katastrophen weitergehen.

## Trivia
Für die Entgleisungsszene des Zuges wurde ein Take aus Money Train wiederverwendet, und zwar die komplette Szene aus Money Train, die den mehrfachen Überschlag des Zuges zeigt, der mehrere Stützpfeiler der Untergrund-Station wegreißt. Spielt man die Szene in Zeitlupe ab, kann man sogar den Money Train erkennen – anstatt eines U-Bahn-Führungswagens.

## Auszeichnungen
Der Film wurde für den Filmpreis Saturn Award nominiert.

## Kritiken
„Ein durch seine Geschichte interessanter Film, der jedoch unter bescheidenen Schauspielerleistungen ebenso zu leiden hat wie unter dem schmalen Fernsehbudget, dessen Sparmaßnahmen störend ins Auge fallen.“

Bei Movie-Pilot ist zu lesen: „Trotz handwerklicher Mängel ist ‚Thrill Seekers‘ eine kurzweilige und recht spannende B-Unterhaltung, besonders die wirklich originelle Geschichte macht den Film so überraschend unterhaltsam.“
Die Kritiker der Fernsehzeitschrift TV Spielfilm meinen recht nüchtern, „die "Timescape"-Variante bietet eine schlaue Prämisse, krankt aber an billigen Effekten.“ Das Fazit lautet daher: „Die originelle Story leidet am Sparzwang“.
Die Fachzeitschrift "DVD & Video Report" urteilt u. a.: „Clever erdachter Science-Fiction-Thriller nach dem ‚Akte X‘-Schema mit spektakulären Spezialeffekten und außergewöhnlich origineller Story.“